# Tompkins (Newfoundland en Labrador)
Tompkins is een plaats en local service district in de Canadese provincie Newfoundland en Labrador. Het dorp bevindt zich in de Codroyvallei in het uiterste zuidwesten van het eiland Newfoundland. De designated place Tompkins telt 75 inwoners (2021).

## Geschiedenis
Van 1898 tot de ontmanteling ervan in 1988 lag het dorp aan de Newfoundland Railway, de trans-Newfoundlandse spoorweg die Port aux Basques met St. John's verbond. Tompkins had van circa 1920 tot halverwege de jaren 60 een station.
Sinds 1986 hebben de inwoners van het in gemeentevrij gebied gelegen Tompkins beperkt lokaal bestuur doordat de plaats een local service district werd.

## Geografie
Tompkins ligt in de Codroyvallei in het uiterste zuidwesten van Newfoundland, aan de rechteroever van de Little Codroy. De plaats ligt aan de samenkomst van provinciale route 407 met de Trans-Canada Highway (NL-1). Ze bevindt zich ten noordoosten van St. Andrew's en ten zuidwesten van Doyles.
De plaats wordt doorkruist door de Newfoundland T'Railway, het langeafstandspad dat de bedding van de voormalige spoorweg volgt.